# ザスパクサツ群馬
ザスパクサツ群馬（ザスパぐんま、英: Thespa Kusatsu Gunma）は、日本の前橋市を中心とする群馬県全県をホームタウンとする、日本プロサッカーリーグ（Jリーグ）に加盟するプロサッカークラブ。呼称はザスパ群馬（ザスパぐんま）。

## 概要
1995年に吾妻郡草津町にて創設された「東日本サッカーアカデミー」に所属する選手を中心に編成されたリエゾン草津を前身とし、2002年に「ザスパ草津」へ名称変更。2005年にJリーグへ加盟、2012年に「ザスパクサツ群馬」へ名称を変更、2024年に「ザスパ群馬」へ呼称を変更した。ホームスタジアムは正田醤油スタジアム群馬、練習場はGCCザスパーク（詳細は#スタジアム・練習場を参照）。運営会社は株式会社ザスパ（2020年2月に株式会社草津温泉フットボールクラブから商号変更）。
クラブ名は、英語で温泉を意味する「スパ (spa)」とチーム誕生の地である草津温泉に由来する。クラブマスコットは、2002年に誕生した湯友（ゆうと）。旧エンブレムは草津町の「前口諏訪神社」にて行われる伝統行事「前口の獅子舞」をモチーフにしている。2024年より新にパンダをモチーフにしたザスパンダがマスコットとして加わり、エンブレムも群馬の象徴であり旧エンブレムにも含まれている温泉記号と雷を組み合わせ、外形を赤城山の稜線をイメージしたものへと変更され、同時にロゴも変更された。

### チーム名の変更
2002年から「ザスパ草津」をチーム名としていたが、2013年2月1日から「ザスパクサツ群馬」にチーム名を変更することが、2012年4月3日に発表された。クラブを運営する株式会社草津温泉フットボールクラブ（草津温泉FC）によると、従来のチーム名だと、チーム発祥の草津町のチームというニュアンスが未だに強く、広く群馬県に愛されるチームを明確にしたいとした。「ザスパ草津・群馬」は、略称が「ザスパ群馬」と「草津」が意図せずに略される可能性があるため、カタカナの「ザスパクサツ」としたと説明していたが、のちにザスパ群馬が呼称となった。
2023年1月28日に行われたサポーターカンファレンスの席上、クラブのリブランディングの一環として、クラブ専用練習場が前橋市に完成するのを機に、チーム名は「ザスパクサツ群馬」のままとした上で、リーグ等における呼称を「ザスパ群馬」とし、ホームタウンの表記も「前橋市および草津町を中心とする群馬県全域」から「前橋市を中心とする群馬県全域」に変更（中心となる自治体から草津町を除外）することを提案、同年6月29日に新呼称を「ザスパ群馬」とすることを定めた 上で、10月5日のJリーグ理事会で2024年シーズンからの呼称変更が承認されたことが報告された。

## 歴史

### 1995年 - 2004年
1995年に専修学校の東日本サッカーアカデミーに所属する選手を中心として編成された「リエゾン草津」が前身となる。選手の育成や将来のJリーグ加盟を目的としながら群馬県社会人サッカーリーグに所属していた。
1999年に同アカデミーが閉鎖され、選手が4名へ減少したが、地元サッカークラブの協力を得てチームは存続。また、選手が草津温泉の宿泊施設などでアルバイトの斡旋提供を受けて働きながら練習を続けた。
2002年、「ザスパ草津」へ名称を変更。指導者として元モンテディオ山形監督の植木繁晴を招き、元日本代表のGK小島伸幸、元鹿島アントラーズのDF奥野僚右らを獲得。選手が働いて得た収入をクラブ運営費に充てた。県リーグ1部を全勝優勝すると、図南SCとの入替戦にPK戦の末勝利し、翌年から新設された関東サッカーリーグ2部へ昇格した。
2003年2月、運営法人となる株式会社草津温泉フットボールクラブを設立 し、関東リーグ2部で優勝。「Jリーグ加盟を標榜するクラブに対する優遇措置」の適用を受けて出場した第27回全国地域サッカーリーグ決勝大会でも優勝 した。天皇杯に初出場したが、1回戦で市立船橋高校に敗れた。この年は鹿島や清水で活躍した、サントスが在籍していた。

### 2004年（JFL）
関東リーグ1部を飛び級して日本フットボールリーグ (JFL) に参加し、年間順位は3位。Jリーグ加盟を申請して12月6日のJリーグ臨時理事会でJリーグ入会が承認された。第84回天皇杯は、C大阪、同年のJリーグ年間王者である横浜FMに勝利して、ベスト8へ進出した。

### 2005年 - 2017年（J2）
2005年から手塚聡が監督に就任した。J2初勝利は同年4月2日、同じく昇格組の徳島戦だった。3月5日の開幕後、初勝利まで約1か月、5戦を要した。昇格初年度は最下位、植木が監督に再任した2006年、2007年も下位に低迷し、2005年後半には経営問題が浮上した（詳細は#2005年の経営問題を参照）。この間、リエゾン草津時代から在籍していた堺陽二が2006年にクラブを離れ、肺がんを患っていた社長兼GMの大西忠生が同年6月に死去した。
2008年まで植木が監督を務め、2009年は佐野達、2010年からの3年間は副島博志が指揮を執った。2008年は一時期昇格争いに絡む時期もあったが、高田保則が離脱した終盤に失速した。この間の最高成績は2008年、2011年の9位で、最多勝ち点は2011年の57。前述の高田のほか、中盤では熊林親吾や松下裕樹、FWでは都倉賢らが活躍した。都倉は2009年シーズンにリーグ2位となる23得点を挙げた。
2013年
このシーズンからクラブ名称をザスパクサツ群馬へ変更（詳細前述）。副島の後任監督には秋葉忠宏が就任した。松下や熊林といった主力を放出したチームは、新加入の平繁龍一を中心にリーグを戦うも、残留争いから抜け出せずに20位でシーズンを終えた。2014年度Jリーグライセンス審査では、正田醤油スタジアムの観客席増席工事・大型映像装置設置工事・諸室改修工事が決定してJ1ライセンスの交付が決定したが、同時に債務超過かつ3期連続赤字の経営状況に是正通達が出された。
2014年
チームスローガン：「ひとつになって」
2月24日の臨時株主総会で経営陣が刷新され、都丸晃が新社長に、図南サッカークラブ代表の菅原宏が取締役に就任。
秋葉体制2年目のシーズンはリーグ戦18位の成績。天皇杯では4回戦で名古屋に敗れた。シーズン終了後、秋葉が退任。
2015年
チームスローガン: 「無我夢中」
前橋市出身の服部浩紀が監督に就任。GK岩丸史也、DF金沢浄、DF黄大俊が引退。FWエデルとFW青木孝太との契約を満了。DF瀬川和樹が山形へ、FWダニエル・ロビーニョが京都へ、FW平繁龍一とDFクォン・ハンジンが熊本へ、MF加藤弘堅が北九州へ、MF永田亮太が讃岐へ、GK内藤圭佑が町田へ、いずれも完全移籍。MF宮崎泰右が期限付き移籍期間満了で大宮に復帰した。
一方、MF松下裕樹が横浜FCから3シーズンぶりに復帰加入（完全移籍）したほか、湘南からGK鈴木雄太とMF吉濱遼平、山形からDF小林亮、JFL・栃木UからDF川島將、関西1部・和歌山から元日本代表FW永井雄一郎をいずれも完全移籍で獲得。MFアクレイソン・MFオリベイラ・FWタンケのブラジル人3人とFW大岩亮太（秀岳館高）、FW小牟田洋佑（駒澤大）、DF川岸祐輔（駒澤大）、MF江坂任（流通経済大）が新加入したほか、ザスパ草津チャレンジャーズからDF小林誠が昇格した。
リーグ戦は17位の成績。天皇杯は1回戦でFC岐阜SECONDに敗れた。
2016年
チームスローガン: 「覚悟」
服部体制2年目。
GK北一真、FW野崎桂太、DF小林亮が引退。MF坂井洋平、MFオリベイラ、MFアクレイソン、MFウーゴ、MFユン・ヨンスン、FWタンケが退団、GK富居大樹が山形へ、DF小林誠が北信越1部・サウルコス福井へ、DF久富良輔が藤枝へ、DF有薗真吾が町田へ、DF小柳達司が金沢へ、DF夛田凌輔が長野へ、MF黄誠秀が大分へ、MF江坂任が大宮へ完全移籍、MF横山翔平が町田へ、FW大津耀誠が大分へ期限付き移籍、カイケが期限付き移籍期間満了で退団した。
一方で、磐田から高崎市出身のDF坪内秀介、山形からDF舩津徹也、タイ1部・ピチットFCからDF一柳夢吾、水戸からDF石川大徳、長野からFW高橋駿太、熊本からFW常盤聡を完全移籍で、大宮から前橋市出身のGK清水慶記、DF高瀬優孝を期限付き移籍で獲得。新外国人選手としてMFチアゴ、MFマテウス、MFイム・チョンビン、FWボカを補強、MF山岸祐也（流通経済大学）、MF瀬川祐輔（明治大学）が新加入した。またアマチュア契約選手としてMF志村駿太（U-18から昇格、伊勢崎市出身）、MF中村駿（駒澤大学）の2名が入団したが、その後中村は6月1日付けでプロ契約に移行した。
シーズン開幕直後の3月24日、選手の強化・育成、公式戦での試合経験を積ませる目的 によりFW福島遼と今シーズンからアマチュア契約で入団したGK朴昇利（JFL・FC大阪から移籍）、DF中村俊貴（国士舘大学から新入団）の3名を同じ群馬県にホームを持つ関東1部・tonan前橋へ完全移籍、またFW大岩亮太と今季から加入した新外国人FWオ・ハンビンを育成型期限付き移籍で群馬県1部・tonan前橋サテライトへ移籍した。その後、朴昇利と福島遼は7月に完全移籍でチームに復帰した。3月31日に、早稲田大学からアマチュア契約で入団したDF八角大智がクラブと本人の協議の結果、契約を解除した。
シーズン中には、MFチアゴ、FWボカが退団、DF石川大徳が相模原へ期限付き移籍、さらにDF川島將が藤枝に期限付き移籍したが、鳥栖からFW平秀斗、長野からMFパク・ゴン、神戸からFW田代容輔を育成型期限付き移籍で獲得、退団した外国人選手の代わりにFWルーカス・ガウショを補強、ザスパ草津チャレンジャーズからDF鵜飼亮多がアマチュア契約で加入した。
開幕2連勝でスタートしたが、第15節の清水戦でJ2ワースト記録となる8点差での敗戦を喫するなど、最終順位は17位。天皇杯では2回戦で山形に敗れた。シーズン終了後に、服部が監督を退任した。
2017年
チームスローガン: 「全力 前に向かって」
元鳥栖の森下仁志が監督に就任。
DF青木良太、FW常盤聡、FW福島遼、相模原へ期限付き移籍をしていたDF石川大徳が現役引退、DF乾大知が長崎、MF瀬川祐輔が大宮、MF中村駿が山形、NF吉濱遼平が町田へ完全移籍、DF川島將が期限付き移籍先の藤枝、FW大津耀誠が期限付き移籍先の大分へ完全移籍、FW平秀斗、FW田代容輔が育成型期限付き移籍期間満了、MFイム・チョンビン、FWルーカス・ガウショ、DF鵜飼亮多、町田へ期限付き移籍していたMF横山翔平が契約満了。さらにtonan前橋サテライトへ育成型期限付き移籍していたFWオ・ハンビンは契約満了、FW大岩亮太は退団でチームを去った。
選手の強化・育成、公式戦での試合経験を積ませる目的で関東2部・tonan前橋へ移籍していたDF中村俊貴が完全移籍で復帰、中村はGK朴昇利とともにアマチュア契約からプロ契約に変更された。北九州から藤岡市出身のDF市川恵多、甲府からFW盛田剛平、福岡からDF阿部巧、鳥栖からFW岡田翔平、ブリオベッカ浦安からMF村田翔を完全移籍で、京都から昨年相模原でプレーしたFW石田雅俊、磐田から昨年鳥栖でプレーしたGK牲川歩見を期限付き移籍で獲得、MFパク・ゴンは完全移籍に移行、GK清水慶記、DF高瀬優孝は期限付き移籍期間が延長、DF藤原雅斗（流通経済大学）、MF高井和馬（日本体育大学）、MF出岡大輝（関西学院大学）が新加入、昨年シーズン途中で町田を退団したMF鈴木崇文が加入した。アマチュア契約選手としてMF岡庭裕貴（東京農業大学）、MF佐藤遵樹（専修大学）、MF早坂龍之介（明治大学）、FW小林祐太（本庄第一高校）の4名が入団した。
シーズン中には、元韓国代表のFWカン・スイルが入団、松本からDFヨ・ソンヘが完全移籍で加入、代わりに外国人籍枠の関係でFWイ・ガンウを契約解除、今季韓国外国語大学校からアマチュア契約で加入していたGKハン・ホドンが登録抹消（その後、関東2部・tonan前橋へ移籍）となった。また、今季明治大学から新加入したFW岩田拓也が相模原へ育成型期限付き移籍、さらに、FW小牟田洋佑が福島へ期限付き移籍した。さらに関東2部・tonan前橋から吉田直矢を完全移籍で獲得した（契約はアマチュア契約）。
開幕戦で長崎に0-4と大敗し、同節からの6連敗を含むリーグ戦11試合連続未勝利で第1節終了時から最下位が続き、第12節対熊本戦でシーズン初勝利を挙げた後、第14節からの3連勝により順位も第15節終了時には21位、第16・17節では一旦20位まで上げたものの、第17節からリーグ戦で7連敗を含む15試合連続未勝利を記録したことで再び順位は低迷、第18・19節に21位となり、第20節終了時に再び最下位に落ちてからは一度も最下位から脱出できず、第37節終了時点でJ3降格圏の21位以下でシーズンを終えることが確定した。この試合後にはフロントを批判する横断幕が掲げられ、クラブが声明文を掲載した。第39節終了時には年間最下位が確定、J3で2018年度J2ライセンスを保有しないクラブが上位2位までを占めない限り、次年度J3に降格することが決定した。第40節終了後の11月5日、菅原が同日付でGMを辞任し、後任は都丸に確定して次第社長を辞任し。シーズン終了後に森下が監督を退任した。
12月3日、J3リーグ終了時点で栃木が2位に入り、翌年のJ2昇格を決めたことにより、2018年のJ3リーグに降格することが決まった。天皇杯は3回戦で川崎に敗れた。

### 2018年 - 2019年（J3）
2018年
チームスローガン: 「乾坤一擲 stake everything one has」
2月1日付で前橋商業高校サッカー部元監督・育英短期大学特任教授の奈良知彦が社長に就任。また、取締役会長にLPガス販売等を手がけるサンワの会長である遠藤祐司が就任することが決定。強化本部長に熊本のチーム統括本部長・強化本部長だった飯田正吾を招聘。
新監督に元市立船橋高校監督で岡山コーチの布啓一郎が就任。フィジカルコーチのエルシオとトップチームコーチのホチョルが退団し、アカデミーダイレクター兼U-18監督の佐藤正美がトップチームコーチに異動。クラブアドバイザーで前橋育英高等学校校長兼サッカー部監督の山田耕介が強化育成アドバイザーに就任した。
GK鈴木雄太、FW永井雄一郎（神奈川県1部・FIFTY CLUBへ移籍）、MF村田翔（関東1部・栃木Uへ移籍）、FW盛田剛平、MFマテウス、MFパク・ゴン（韓国2部・富川FC 1995へ移籍）、FW小林祐太（関東2部・tonan前橋へ移籍）が契約満了で退団。MF山岸祐也が岐阜に、FW高井和馬が東京Vに、DFヨ・ソンヘが韓国1部・慶南FCに、DFチェ・ジュンギが韓国・城南FCに、FWカン・スイルがタイ1部・ラーチャブリーFCにそれぞれ完全移籍。DF高瀬優孝（熊本へ完全移籍）、GK牲川歩見、FW石田雅俊（以上沼津へ期限付き移籍）、GK清水慶記（秋田へ期限付き移籍）がいずれも期限付き移籍満了となった。またMF佐藤遵樹とMF早坂龍之介は再契約せず退団となった。
讃岐からGK松原修平、岐阜からGK常澤聡、岡山からDF久木田紳吾、横浜FCからFW大久保哲哉、熊本（前年は富山に期限付き移籍）からFW平繁龍一が完全移籍加入。FW岩田拓也（相模原）、FW小牟田洋佑（福島）、DF中村俊貴、DF藤原雅斗、MF志村駿太（以上関東2部・tonan前橋）が期限付き移籍から復帰。山形からMF風間宏希とFW永藤歩が期限付き加入。
第6節終了時点で15位とスタートダッシュに失敗。その後持ち直し昇格争いに絡んでいったが、第33節終了時点で3位以下が確定、1年でのJ2復帰を逃した。最終順位は5位。天皇杯は2回戦でベガルタ仙台に敗れた。
2019年
チームスローガン: 「躍動」
布体制2年目。DF舩津徹也、久木田紳吾、MF金城ジャスティン俊樹、FW岡田翔平、岩田拓也の5名を除く全所属選手が退団・移籍・現役引退した。
ベテラン選手が多かった昨年と打って変わり、若手を中心としたチームを編成。「J3優勝・J2昇格」を目標に掲げるも、第8節終了時点で16位に沈み昨年同様スタートダッシュに失敗。しかし、第9節以降フォーメーションを3バックから4バックに変更したことが功を奏し、前所属チームでそれぞれ背番号10をつけていた新加入のFW青木翔大、加藤潤也、さらに大卒新人で第9節からスタメンに入ったFW髙澤優也の3選手を軸とした攻撃陣が躍動。第10節から4試合で13得点を挙げて4連勝、第14節で熊本に敗れるも、続く第15節から第26節まで7連勝を含む12試合無敗を達成（連勝記録、無敗記録はいずれもJリーグ加盟以降でチーム最多）。第21節でシーズン初の首位に立つ。その後、第24節で青木が、第25節で髙澤が相次いで負傷離脱、第25節から7戦で1勝4分2敗と調子を落とし、第31節終了時点で2位の藤枝と勝ち点差3の3位まで後退。それでも、第32節に髙澤が復帰すると、ホーム最終戦となった第33節盛岡戦で髙澤が決勝点を演出し勝利。同節で藤枝がYS横浜に敗れたため再び昇格圏内の2位へ浮上した。そして12月8日、シーズン最終戦となる第34節の福島戦で2-1と勝利し、シーズン2位が確定、2017年以来3年ぶりとなる2020年からのJ2復帰が決まった。勝ち点は3位藤枝と同じ63で得失点差で上回っての2位であった。
シーズン2位、勝ち点63、得点59、失点34はいずれもJリーグ加盟以降ではチーム最高記録。個人では髙澤優也が17得点を挙げてリーグ得点ランキング2位となった。
天皇杯は2回戦で大宮に敗れた。

### 2020年 - 2024年（J2）
2020年
チームスローガン:「上昇喜流」
松本の新監督に就任した布啓一郎に代わり、2002年から2003年にザスパ草津で選手兼任監督を務め、JFL昇格を成し遂げた奥野僚右が新監督に就任。
DF久木田紳吾が現役を引退。GKキム・チョルホ、DF青木翼、DF田村友、FW榎本樹の移籍期間がそれぞれ満了。契約満了によりDF福田俊介、DF藤原雅斗、MF窪田良、MF加藤健人、FW辻正男、FW岩田拓也が退団。前年途中から期限付き加入していたGK小泉勇人が甲府へ、MF佐藤祥が栃木へ、GK吉田舜とFW髙澤優也が大分へ、DF吉田将也が松本へそれぞれ完全移籍。
GK清水慶記、FW大前元紀が大宮から、GK松原修平が湘南から、MF宮阪政樹MF、岩上祐三が松本から、富山から白石智之が富山からそれぞれ移籍加入。DF川上優樹(明治大学から)、MF山中惇希(浦和ユース)から新加入。
開幕4連敗から第5節山形戦でJ2復帰後初勝利を飾るがその後3連敗、第9節千葉戦の後3連敗で12試合目にして10敗に到達、その後2度の2連勝はあったものの前半戦は21位、後半戦に入り第26・28両節終了時に一旦は18位に順位を上げるが、これが年間最高順位となり両節以外はシーズンを通して20位以下、最終6試合を5勝1分無敗で終えたものの20位に終わった。
2021年
チームスローガン:「上昇喜流²」
開幕戦、秋田戦に2-1で勝利し、チームとしては5年ぶりの開幕戦勝利を飾る。その後は勝ち点を積み重ねることができず、7月5日に奥野を解任。後任にはヘッドコーチの久藤清一が就任した。また、9月にはバンコク・ユナイテッドFC(タイ)から地元前橋市出身の元サッカー日本代表の細貝萌が加入した。
この年、J3への降格が4枠になったことにより最後まで残留を争う。最終節は大宮に1-3で敗れたものの、他会場の結果により18位が決定しJ2残留を決めた。天皇杯はラウンド16で大分に敗れた。シーズン終了後、久藤が監督を退任。
2022年
チームスローガン:「Beyond THESPA～ザスパを超えろ!!～」
新監督に元浦和監督の大槻毅が就任。
FW大前元紀、GK松原修平が京都へ、FW青木翔大が秋田へそれぞれ完全移籍。前年途中から期限付き加入していたDF大武峻(福島へ移籍)が退団した。
戦力補強として、C大阪からFW山根永遠、水戸からFW深堀隼平、山形からGK櫛引政敏、相模原からFW平松宗、琉球からMF風間宏希を完全移籍で(風間は4年ぶりの加入)、神戸からGK伊藤元太を期限付き移籍でそれぞれ獲得。早稲田大学からMF田部井悠、前橋育英高校からDF岡本一真が新加入。長野へ期限付き移籍していたDF山中惇希が復帰。
夏の移籍期間にはFW山根が横浜FCに完全移籍するが、松本からFW鈴木国友、横浜FCからDF高木友也、清水（今季は岡山に期限付き移籍）からFW川本梨誉を期限付きで獲得し、関東1部の東京ユナイテッドFCからFW長倉幹樹を完全移籍で獲得。
開幕戦の山形戦に勝利し2年連続の開幕戦勝利。第8節からの3連勝もあり、開幕10戦は5勝2分3敗で4位につけるも、直後に5戦勝ちなし、1勝を挟んで11戦勝ちなしで、第27節終了時にはシーズン初の21位降格圏転落、第28節山形戦の勝利で一旦降格圏を抜け出したが、第30、31節と再び21位に転落。第32節には20回目の対戦で初めて仙台に勝利し降格圏を再び脱したものの、第38節山口戦で1-6と大敗するなど、シーズン最終盤まで残留争いを繰り広げ、第41節に残留を争う岩手に5-1と快勝しJ2残留を決めた。最終成績は11勝9分22敗の20位でシーズンを終えた。
天皇杯は3回戦でJ1の浦和に勝利したが、ラウンド16で広島に敗れた。
2023年
チームスローガン:「More aggressive」
今シーズンも大槻毅がチームを指揮する。前シーズンベガルタ仙台でコーチをしていた吉田賢太郎がコーチに就任した。
DF渡辺広大が関東リーグV市原へ。FW進昂平が長野へ。MF中山雄登がJFL新宿に。DF阿部隼人がJFL沖縄に。小島雅也、加藤潤也が金沢に。田中稔也が山口に。平尾壮がJFL滋賀に完全移籍。FW深堀隼平が愛媛に。MF久保田和音が岐阜に期限付き移籍した。
FW鈴木国友が松本に、DF高木友也が横浜FCに、GK伊藤元太が神戸に復帰した。
一方、徳島からFW川上エドオジョン智慧、熊本からDF酒井崇一、北九州からFW佐藤亮、浦和からGK石井僚を完全移籍で獲得。秋田から武颯が期限付き移籍で加入。さらに昨季岡山から期限付き移籍していた川本梨誉が期限付き移籍満了となったが、今回は清水側での期限付き移籍で加入した。JFL枚方からFW中田湧大が復帰した。専修大学からDF菊池健太、関東学院大学から岩元ルナ、健大高崎高校から小野関虎之介が新加入。
リーグ戦ではクラブ史上初のJ1昇格プレーオフ圏争いを繰り広げるなど躍進を遂げ、最終成績は14勝15分13敗の11位でシーズンを終了。天皇杯は2回戦(初戦)で東京Vに敗れた。天皇杯初戦で敗れたのは2015年以来8年ぶり。
2024年
チームスローガン:「Evolution Together -日々是進化-」
大槻体制3年目。
町田から髙澤優也が6年ぶりに復帰するなどの補強を行うも開幕から6戦未勝利でスタートダッシュに失敗、第7節徳島戦でシーズン初勝利を挙げ、一旦19位には浮上するも第10節から連敗し第11節終了時点で再び最下位転落、5月8日のリーグ戦第14節終了時点で5連敗、1勝3分10敗となった直後に大槻を解任。
後任にヘッドコーチの武藤覚が監督に就任する。第8節からの未勝利記録は15にまで伸びるなど成績は好転せず、鳥栖から河田篤秀、広島から仙波大志 らを獲得して巻き返しを図った。
第23節愛媛戦で16試合ぶりの勝利を挙げるも、その後の9試合は1勝2分6敗と勝ち点を積み上げられず、第11節以降一度も最下位を脱出出来ないまま、9月28日に同じく残留を争う17位の大分が藤枝に勝利し、残り6試合で勝ち点差が「19」となったため18位以下が確定。2017シーズン以来7年ぶり2度目、北九州に次ぎJリーグ史上2クラブ目となる2度目のJ3降格が決定した。
最終順位は3勝9分26敗の勝ち点18。2010年に最下位だった北九州の勝ち点15に次ぐ低い成績で、2017年にJ3降格した際の勝ち点20を下回る成績だった。
シーズン終了後に武藤が監督を退任した。

### 2025年 -（J3）
2025年
チームスローガン「Chasing Glory -栄光に向かって疾れ！-」
新監督に沖田優が就任。また、昨季限りで現役を引退した細貝が社長（4月の株主総会で正式に就任するまでは社長代行）兼GMに就任。
青木翔大が秋田から4年ぶりに、昨シーズン途中に鳥取へ期限付き移籍していた玉城大志が復帰。また、八戸から山内陸、長野から西村恭史、岩手から加々美登生、松本から米原秀亮、讃岐から下川太陽、鳥取から田中翔太が完全移籍で、ヴィッセル神戸から安達秀都が育成型期限付き移籍で、新潟医療福祉大学から秋元琉星、健大高崎から新井夢功、立命館大学から小西宏登、阪南大学から野瀬翔也、盈徳高校からキム・ジェヒが新加入。また、昨シーズン秋田から期限付き移籍で6年ぶりに復帰した小柳達司が完全移籍に移行。
シーズン途中にはU-18から小山結友が2種登録で、沖縄SVから志賀一允、阪南大学から櫻井文陽（来季加入内定）が特別指定選手で加入。

## スローガン
- 2005年 Impact![27]
- 2006年 走撃![27]
- 2007年 進め[27]
- 2008年 必至 ～戦え!上蹴群騨～[27]
- 2009年 Get it Dream[27]
- 2010年 MAX evolution[27]
- 2011年 跳舞[27]
- 2012年 龍翔[27]
- 2013年 新鮮力[27]
- 2014年 ひとつになって[27]
- 2015年 無我夢中[27]
- 2016年 覚悟[27]
- 2017年 前に向かって全力[27]
- 2018年 乾坤一擲 stake everything one has[27]
- 2019年 躍動[27]
- 2020年 上昇喜流[27]
- 2021年 上昇喜流2[27]
- 2022年 Beyond THESPA～ザスパを超えろ!!～[27]
- 2023年 More Aggressive [27]
- 2024年 Evolution Together ｰ日々是進化ｰ[27]
- 2025年 Chasing Glory -栄光に向かって疾れ！-[27]

## タイトル・表彰
リーグ戦
- 関東サッカーリーグ2部：1回
  - 2003
- 群馬県社会人サッカーリーグ
  - 1部（1回）：2002
  - 2部（2回）：1997, 2001
  - 3部（1回）：1996
  - 4部（1回）：1995

カップ戦他
- 全国地域サッカーリーグ決勝大会：1回
  - 2003
- 群馬県サッカー協会長杯サッカー大会：4回
  - 2003, 2018, 2019, 2025

### 個人
日本フットボールリーグ
- ベストイレブン
  - 2004 : 小島伸幸、鳥居塚伸人、山口貴之、小田島隆幸
- 敢闘賞
  - 2004年 : 小島伸幸

J2リーグ
- 月間MVP
  - 2016年8月：松下裕樹
- フェアプレー個人賞
  - 2023年：櫛引政敏

J3リーグ
- 月間MVP
  - 2019年8月：髙澤優也

### その他表彰
- J2フェアプレー賞：3回
  - 2014, 2016, 2023
- J3フェアプレー賞：1回
  - 2018,2019

## スタジアム・練習場
ホームスタジアムは、正田醤油スタジアム群馬である。過去のホームゲーム開催スタジアムは「当項目」を参照のこと。
クラブハウス兼メイン練習場は、GCCザスパーク（前橋市ローズタウンサッカー場） に置かれている。
同施設ができる前の練習場は前橋市下増田運動場（コーエィ前橋フットボールセンター）、サンデンフットボールパーク（2008年3月にスポンサーの1社でもあるサンデン（伊勢崎市）のサンデングローバルセンター（旧本社工場）内に開設）、敷島公園などを利用しており、ザスパーク開業後も引き続き使用している。
GCCザスパーク建設の経緯は、2022年2月8日、チームのオフィシャルユニフォームパートナーかつ筆頭株主グループの一員（当時。2024年12月以降、単独で筆頭株主となる）であるカインズより、前橋市富田町にグラウンドとクラブハウスを2023年に整備し、前橋市に寄附、当クラブの練習場として活用する計画を公表。この新練習会場は2024年5月完成予定で、名称は「前橋市ローズタウンサッカー場」とすることが2023年11月の前橋市議会で承認された。計画ではザスパのトップチーム・アカデミーチームが利用するグラウンド（天然芝・人工芝）の他、一般市民にも利用できるようにし、レストランや商業施設などを開設し、2024年5月22日、通称「GCCザスパーク」として開業した。

## 運営会社
クラブの運営会社は株式会社ザスパ。2003年2月5日、株式会社草津温泉フットボールクラブ（以下草津温泉FC）として群馬県吾妻郡草津町に設立された。
草津温泉FCの経営状況は後述の経営問題を発端として恒常的に不安定な状態にあり、2013年までに3期連続の赤字を計上。債務超過額は8700万円（-79.1%の自己資本比率）に上り、2013年のクラブライセンス審査に於いて、クラブライセンス交付第一審機関 (FIB) から是正通達を出され、債務超過の解消に向け、（1）今期損益見通し詳細を報告し、Jリーグの指導を受けること（2）2014年度予算編成に際し、Jリーグの事前指導を受けることの2点が言い渡された。
「株式会社草津温泉フットボールクラブ」が、2020年2月1日付けで商号（会社名）を「株式会社ザスパ」（英語表記：Thespa.CO.LTD） に変更し、本店所在地を、群馬県前橋市（旧所在地：群馬県吾妻郡草津町）へ変更された。
2025年5月29日付けでベイシア及びカインズ が第三者割当増資を引き受けた結果、共に25.2%の保有割合となり、合わせて50.4%となったことで株式会社ザスパはベイシアグループに属するようになった。

### 2005年の経営問題
- 2005年9月17日、草津温泉FCは、草津町より助成金500万円の返還請求を受けた。JFL後期第10節（2004年10月23日、佐川印刷戦）を「草津町本白根第3グランド」で開催するに際して、草津温泉FCと草津町は「観客用の仮設スタンドを購入し、試合後も草津町が無償で使用できる」との協定を結び、草津温泉FCは草津町より補助金を受けたが、草津温泉FCは購入せずにレンタル（即日返却）で対応したことが判明し、左記協約に違反したことが理由である[41]。
- 2005年9月25日、前橋市内の競技場で草津温泉FCが主催したJ2リーグ公式戦14試合の使用料が、施設を所有する群馬県に対して未納であったことが明らかとなった。14試合の内訳は群馬県立敷島公園県営陸上競技場（以下「群馬陸」）開催分6試合（1試合当りの使用料は約100万円）と群馬県立敷島公園サッカー・ラグビー場（以下「群馬サ」）開催分8試合（1試合当りの使用料は約14万円）で、朝日新聞は草津温泉FCの未納総額を700 - 800万円としている。草津温泉FCは、「未納ではなく、支払う予定があるもの」とコメントした[42]。
- 2005年9月27日、草津温泉FCは、5月及び6月に群馬サで開催された5試合（12節：横浜FC戦、13節：京都戦、15節：水戸戦、17節：甲府戦、18節：湘南戦）について、群馬県に支払うスタジアム使用料の算定根拠となる有料入場者数や広告看板の設置数を群馬県に対して過少に申告していたことを公表した[43]。

2005年6月の経理担当社員による内部告発を発端に、上記の不正が次々と明るみに出た。不正は社長の賢持宏昭（当時）の指示の下で行われたものとされ、大西忠生GMの要請によって賢持は7月26日に代表取締役を辞任。同年11月20日の臨時株主総会で取締役を解任され、代行の大西が後任社長に就任した。賢持は不正の指示に加え、2004年7月頃から出張費の仮払いおよび商標登録に関する費用として約400万円を着服していた。クラブは賢持の告訴も検討したが、着服金の全額が返還されたことを理由として刑事告訴を見送った。
同年10月18日、Jリーグは草津に公式試合安定開催基金の適用第1号として5,000万円を低利融資することを決定。同時に熊地洋二常務理事と財務の専門職員が派遣され、経営再建が図られた。草津温泉FCは「スポーツ振興投票対象試合安定開催特別会計」からの追加融資を加えた総額1億6,000万円を、2008年1月までに完済。草津町からの補助金500万円、および群馬県への使用料等未納金1,730万円余も、2005年12月までに返還・納付した。

## 下部組織

### アカデミー
育成組織（アカデミー）として、U-18、U-15、U-15吾妻、U-12およびU-15レディースを有しており、U-18は2006年4月に発足した。小学生を対象としたサッカースクールを3か所（前橋、伊勢崎および吾妻・草津）設置している。2012年3月までは草津温泉FCがアカデミーを運営したが、2012年4月から特定非営利活動法人ザスパスポーツクラブ（2012年2月設立）に業務移管し、同法人が上述のアカデミーを運営している。またザスパスポーツクラブでは年代別に運営カテゴリーを分けており、U-18を「強化部」、U-15(吾妻チームを含む）、U-12とレディースは「育成部」、サッカースクールは「普及部」が運営にしている。

## ユニフォーム

### チームカラー
- 紺[1]、    黄[1]

### ユニフォームスポンサー
| 掲出箇所 | スポンサー名             | 表記          | 掲出年                                        | 備考                                                                                          |
| 胸       | カインズ                 | CΛINZ         | 2010年、2012年 2014年、2016年 2018年 2021年 - | 掲出箇所履歴の詳細は当項目を参照 2006年 - 2011年は「CAINZ HOME」表記                          |
| 鎖骨     | グローバルピッグファーム | 和豚 もちぶた | 2013年 -                                      | 左側に表記 2005年 - 2012年はパンツ 2013年 - 2018年は袖 2013年 - 2018年は「和豚 もちぶた」表記 |
| 鎖骨     | サンワ                   | SUnWA         | 2019年 -                                      | 右側に表記 2018年10月 - 同年12月はパンツ                                                      |
| 背中上部 | ファームドゥグループ     | Farmdo group  | 2021年 -                                      | 2019年 - 2020年は胸                                                                           |
| 背中下部 | ベイシア                 | Beisiə        | 2020年 -                                      | 掲出箇所履歴の詳細は当項目を参照 2009年は「Beisiə 50th ANNIVERSARY」表記                      |
| 袖       | なし                     | -             | -                                             |                                                                                               |
| パンツ   | なし                     | -             | -                                             |                                                                                               |

### 練習着スポンサー
- 胸：泉質主義草津温泉
- 胸下：ケービックスグループ
- 背中上部：なし（ - 2018年は前橋市）
- 左袖：アシストパートナー
- 右袖：なし（ - 2018年はSAVE ON）

### ユニフォームサプライヤーの遍歴
- 2002年[49] - 2005年：ユニクロ
  - 2002年 - 2004年はGKのみウールシュポルト
- 2006年 - 2008年：ファイテン
- 2009年 - 2012年：エーライン
- 2013年 - 2019年：フィンタ
- 2020年[50] - 現在：ケレメ

### 歴代ユニフォーム
| FP 1st      | FP 1st | FP 1st      | FP 1st | FP 1st |
| ----------- | ------ | ----------- | ------ | ------ |
| 2003 - 2004 | 2005   | 2006 - 2007 | 2008   | 2009   |
| 2010        | 2011   | 2012        | 2013   | 2014   |
| 2015        | 2016   | 2017        | 2018   | 2019   |
| 2020        | 2021   | 2022        | 2023   | 2024   |
| 2025 -      |        |             |        |        |
|             |        |             |        |        |

| FP 2nd      | FP 2nd | FP 2nd      | FP 2nd | FP 2nd |
| ----------- | ------ | ----------- | ------ | ------ |
| 2003 - 2004 | 2005   | 2006 - 2007 | 2008   | 2009   |
| 2010        | 2011   | 2012        | 2013   | 2014   |
| 2015        | 2016   | 2017        | 2018   | 2019   |
| 2020        | 2021   | 2022        | 2023   | 2024   |
| 2025 -      |        |             |        |        |
|             |        |             |        |        |

### 歴代ユニフォームスポンサー表記
| 年度 | 箇所                    | 箇所          | 箇所   | 箇所              | 箇所     | 箇所                      | 箇所          | 箇所       | サプライヤー                  |
| 年度 | 胸                      | 鎖骨左        | 鎖骨右 | 背中上部          | 背中下部 | 袖                        | パンツ前面    | パンツ背面 | サプライヤー                  |
| 2002 | -                       | 解禁前        | 解禁前 | 泉質主義 草津温泉 | 解禁前   | HOBBY & CULTURE BUNSHINDO | -             | 解禁前     | UNIQLO （FP） uhlsport （GK） |
| 2003 | -                       | 解禁前        | 解禁前 | 泉質主義 草津温泉 | 解禁前   | HOBBY & CULTURE BUNSHINDO | -             | 解禁前     | UNIQLO （FP） uhlsport （GK） |
| 2004 | - / Beisiə              | 解禁前        | 解禁前 | 泉質主義 草津温泉 | 解禁前   | HOBBY & CULTURE BUNSHINDO | -             | 解禁前     | UNIQLO （FP） uhlsport （GK） |
| 2005 | Beisiə                  | 解禁前        | 解禁前 | ITAGAKI           | 解禁前   | HOBBY & CULTURE BUNSHINDO | 和豚 もちぶた | 解禁前     | UNIQLO                        |
| 2006 | Beisiə                  | 解禁前        | 解禁前 | CAINZ HOME        | 解禁前   | ITAGAKI                   | 和豚 もちぶた | 解禁前     | Phiten                        |
| 2007 | Beisiə                  | 解禁前        | 解禁前 | CAINZ HOME        | 解禁前   | K'BIX Ability Japan Group | 和豚 もちぶた | 解禁前     | Phiten                        |
| 2008 | Beisiə                  | 解禁前        | 解禁前 | CAINZ HOME        | 解禁前   | K'BIX アビリティジャパン  | 和豚 もちぶた | 解禁前     | Phiten                        |
| 2009 | Beisiə 50th ANNIVERSARY | 解禁前        | 解禁前 | CAINZ HOME        | 解禁前   | K'BIX                     | 和豚 もちぶた | 解禁前     | A-LINE                        |
| 2010 | CAINZ HOME              | 解禁前        | 解禁前 | Beisiə            | 解禁前   | K'BIX                     | 和豚 もちぶた | 解禁前     | A-LINE                        |
| 2011 | Beisiə                  | 解禁前        | 解禁前 | CAINZ HOME        | 解禁前   | K'BIX                     | 和豚 もちぶた | 解禁前     | A-LINE                        |
| 2012 | CΛINZ                   | 解禁前        | 解禁前 | Beisia            | 解禁前   | K'BIX                     | 和豚 もちぶた | 解禁前     | A-LINE                        |
| 2013 | Beisiə                  | 解禁前        | 解禁前 | CΛINZ             | 解禁前   | 和豚 もちぶた             | -             | 解禁前     | FINTA                         |
| 2014 | CΛINZ                   | 解禁前        | 解禁前 | Beisia            | 解禁前   | 和豚 もちぶた             | -             | 解禁前     | FINTA                         |
| 2015 | Beisiə                  | 解禁前        | 解禁前 | CΛINZ             | 解禁前   | 和豚 もちぶた             | 三栄商事      | 解禁前     | FINTA                         |
| 2016 | CΛINZ                   | 解禁前        | 解禁前 | Beisiə            | -        | 和豚 もちぶた             | -             | 解禁前     | FINTA                         |
| 2017 | Beisiə                  | 解禁前        | 解禁前 | CΛINZ             | -        | 和豚 もちぶた             | -             | 解禁前     | FINTA                         |
| 2018 | CΛINZ                   | -             | -      | Beisiə            | -        | 和豚 もちぶた             | - / SUnWA     | 解禁前     | FINTA                         |
| 2019 | Farmdo group            | 和豚 もちぶた | SUnWA  | Beisiə            | CΛINZ    | -                         | -             | 解禁前     | FINTA                         |
| 2020 | Farmdo group            | 和豚 もちぶた | SUnWA  | CΛINZ             | Beisiə   | -                         | -             | -          | KELME                         |
| 2021 | CΛINZ                   | 和豚 もちぶた | SUnWA  | Farmdo group      | Beisiə   | -                         | -             | -          | KELME                         |
| 2022 | CΛINZ                   | 和豚 もちぶた | SUnWA  | Farmdo group      | Beisiə   | -                         | -             | -          | KELME                         |
| 2023 | CΛINZ                   | 和豚 もちぶた | SUnWA  | Farmdo group      | Beisiə   | -                         | -             | -          | KELME                         |

## 応援スタイル
サポーターは応援に湯揉みを採用している。湯揉みをする女性はゴール裏に伝統的な湯揉みのかすりの着物と姉さんかぶりをまとって登場する。
Jリーグクラブはリーグ優勝など祝事があった際には水掛け（ウォーターファイト）を行う事が多いが、ザスパは湯掛けを行う。Jリーグ昇格決定時には、選手・スタッフ・サポーター一体となって草津温泉の湯畑で湯掛けした。

## メディア

### テレビ
群馬テレビ
- ニュースeye8 毎週月曜〜金曜20:00〜21:00
毎週月曜日の「Mスポ」にてザスパの試合結果を放送している。また、不定期に水曜日の「スポーツeye」にて選手が生出演している。

Jリーグ
群馬テレビにて月一回程度、FMぐんまで不定期にホームゲーム中継が放送される。

## その他
- ザスパ草津へ名称変更した2002年から、J2昇格と天皇杯で活躍した2004年度までの出来事を漫画にした『ザスパ草津 〜夢は枯れない〜』が、2005年の週刊少年サンデー24号に掲載された。
- 2013年10月に窃盗容疑で逮捕（後に起訴猶予処分）され、同年10月22日付で契約解除された後藤涼の社会復帰に向けた支援を当面実施していくことが発表された[53]。同事件に伴い12月3日、Jリーグはクラブに対しけん責（始末書提出）および制裁金100万円の制裁処分が下った[54]。
- アシストパートナーとして、地域活性クロスメディアプロジェクト「温泉むすめ」がサポートすることが決まった[55]。

## 決算
ザスパクサツ群馬の決算は、つぎのとおり。

### 損益
| 年度 | 収入 | 広告料 | 入場料 | 配分 | その他 | 費用 | 事業費 | 人件費 | 管理費 | 利益 | 純利益 |
| 2005 | 518  | 165    | 85     | 109  | 159    | 642  | 443    | N.A.   | N.A.   | -124 | -132   |
| 2006 | 586  | 256    | 95     | 117  | 118    | 535  | 410    | 160    | 125    | 51   | 32     |
| 2007 | 553  | 258    | 87     | 122  | 86     | 525  | 386    | 184    | 139    | 28   | 22     |
| 2008 | 544  | 243    | 81     | 124  | 96     | 528  | 394    | 196    | 134    | 16   | 7      |
| 2009 | 536  | 221    | 84     | 116  | 115    | 550  | 395    | 182    | 155    | -14  | -13    |
| 2010 | 512  | 216    | 91     | 104  | 101    | 571  | 420    | 187    | 151    | -59  | -56    |

- 金額の単位: 百万円
- 人件費は事業費に含まれる。

出典: 各年度のJクラブ決算一覧。
2005、
2006、
2007、
2008、
2009、
2010
| 年度 | 収益 | 広告料 | 入場料 | 配分 | 育成 | その他 | 費用 | 人件費 | 試合 | トップ | 育成 | 女子 | 販売 | 利益 | 純利益 |
| 2011 | 562  | 213    | 78     | 93   | 49   | 129    | 598  | 204    | 52   | 108    | 51   | 0    | 183  | -36  | -24    |
| 2012 | 496  | 226    | 80     | 87   | 6    | 97     | 536  | 184    | 54   | 91     | 24   | 0    | 183  | -40  | -33    |
| 2013 | 469  | 217    | 84     | 93   | 4    | 72     | 494  | 163    | 58   | 78     | 9    | 0    | 186  | -25  | -18    |
| 2014 | 555  | 261    | 79     | 90   | 3    | 122    | 480  | 168    | 51   | 74     | 19   | 0    | 168  | 75   | 71     |
| 2015 | 548  | 290    | 71     | 81   | 3    | 103    | 534  | 202    | 54   | 81     | 16   | 0    | 181  | 14   | 6      |

- 金額の単位: 百万円

出典: 各年度のJクラブ決算一覧。
2011、
2012、
2013、
2014、
2015
| 年度 | 収益 | 広告料 | 入場料 | 配分 | 育成 | 物販 | その他 | 費用 | 人件費 | 試合 | トップ | 育成 | 女子 | 物販 | 販売 | 利益 | 純利益 |
| 2016 | 522  | 266    | 75     | 83   | 0    | 33   | 65     | 559  | 228    | 53   | 92     | 16   | 0    | 24   | 146  | -37  | -38    |

- 金額の単位: 百万円

出典: 各年度のJクラブ決算一覧。
2016

### 資産
| 年度 | 総資産 | 総負債 | 純資産 | 資本金 |
| 2005 | 217    | 392    | -174   | 107    |
| 2006 | 116    | 209    | -93    | 157    |
| 2007 | 83     | 150    | -66    | 159    |
| 2008 | 98     | 156    | -58    | 159    |
| 2009 | 150    | 170    | -20    | 186    |
| 2010 | 104    | 181    | -76    | 185    |
| 2011 | 78     | 180    | -102   | 185    |
| 2012 | 110    | 197    | -87    | 208    |
| 2013 | 119    | 175    | -56    | 234    |
| 2014 | 187    | 159    | 28     | 240    |
| 2015 | 184    | 145    | 10     | 243    |
| 2016 | 166    | 145    | 21     | 253    |

- 金額の単位: 百万円

出典: 各年度のJクラブ決算一覧。
2005、
2006、
2007、
2008、
2009、
2010、
2011、
2012、
2013、
2014、
2015、
2016